# Анатема
Анатемата (от гръцки: ανάθεμα) означава отлъчване от християнската църква поради сериозни провинения по верски или дисциплинарни въпроси. Отлъчването е най-тежкото наказание, използвано за борба на църквата с противниците ѝ – еретици, владетели, духовници, грешници и т.н.
Анатемата като етимологично понятие и термин е дошло в българския език от гръцкия. Анатемосаните противници на църквата са поставени извън църковните закони и право (тъй като през Средновековието църквата осъществява цялостна юрисдикция върху обществените отношения), след което се подлагани на различни преследвания и наказания.
По време на Великата схизма и двете църкви (Римската курия и Цариградската патриаршия) се поставят взаимно под анатема. Католицизмът допуска папата да отправя еднолично анатема.
В Източноправославната църква дори архиерей няма право да произнася самоволно анатема към някого, камо ли обикновен християнин. Анатемата е формално заявяване на Църквата, че този и този човек или общество от хора са престанали да бъдат християни, изгубили са Божията благодат и дара на Светия Дух и са напуснали Църквата самоволно, покорявайки съзнателно собствената си воля на Дявола, като с това са се отделили от обществото на православно вярващите. Това означава, че не Църквата отделя човек от Бога чрез някакъв официален акт, нито йерарсите поставят някого под анатема, нито Бог отлъчва някого от Себе Си, а човекът сам попада под анатема, самоотлъчва се от Божията благодат и дара на Светия Дух, даван при кръщението, и се отдалечава от Бога.